# Liste der Ständigen Vertreter Estlands beim Europarat
Die Liste der Ständigen Vertreter Estlands beim Europarat enthält Botschafter der Republik Estland beim Europarat in Straßburg.
Die Republik Estland ist seit 14. Mai 1993 Mitglied des Europarates.

## Ministerkomitee
Das Ministerkomitee ist das Exekutivorgan des Europarates, in diesem werden die Mitgliedstaaten durch ihre Außenminister bzw. deren Ständige Vertreter im Range eines Botschafters vertreten.

## Liste
| Ernannt      | Ständige Vertreter | Bemerkungen | Abberufen |
| ------------ | ------------------ | ----------- | --------- |
| 1995         | Karin Jaani        |             | 1999      |
| 1999         | Ants Frosch        |             | 2003      |
| 2003         | Alar Streimann     |             | 2006      |
| 5. März 2007 | Sulev Kannike      |             | 2011      |
| 2011         | Gea Rennel         |             | 2015      |
| 2015         | Katrin Kivi        |             |           |

Quelle